# Hilary Koprowski
Hilary Koprowski (Varsóvia, Polônia, 5 de dezembro de 1916 – Filadélfia, Estados Unidos, 11 de abril de 2013) foi um virologista e imunologista polonês, radicado nos Estados Unidos. Foi o inventor da primeira vacina de vírus atenuado efetiva contra a pólio.

## Biografia
Hilary Koprowski estudou na Escola Secundarista Mikołaj Rej e desde os 12 anos estudava piano no Conservatório de Varsóvia. Recebeu seu diploma em Medicina pela Faculdade de Medicina da Universidade de Varsóvia, em 1939. Também graduou-se em Música pelo Conservatório de Varsóvia e, em 1940, pelo Conservatório Santa Cecília, em Roma. Adotou a pesquisa científica como sua principal ocupação, embora jamais tenha abandonado a música e a composição de várias peças musicais.
Em 1939, após a invasão da Polônia pelos nazistas, Koprowski e sua esposa Irena, também médica, deixaram a Polônia e se mudaram para Manchester, na Inglaterra. Hilary foi então para Roma, onde passou um ano estudando piano no Conservatório Santa Cecília. Enquanto isso, Irena permaneceu na França, onde nasceu o primeiro filho do casal, Claude Koprowski. Com a aproximação da invasão da França, em 1940, Irena e seu filho escaparam do país pela Espanha e Portugal, onde a família Koprowski voltou a se reunir rumo ao Brasil, onde Koprowski trabalhou no Rio de Janeiro para a Fundação Rockefeller. Sua área de pesquisa por vários anos foi a busca por uma vacina de vírus atenuado contra a febre amarela.
Após a Segunda Guerra Mundial, Koprowski se estabeleceu em Pearl River, Nova Iorque, onde foi contratado como pesquisador dos Laboratórios Lederle, a divisão farmacêutica da American Cyanamid. Aqui ele iniciou seus experimentos com a poliomielite, que levaram à criação da primeira vacina oral contra a pólio. Em função de ter trabalhado para a indústria farmacêutica, alguns dos seus colegas acadêmicos o chamavam de um "cientista comercial".
Koprowski se casou com Irena Grasberg em julho de 1938, ainda na faculdade de medicina. Eles tiveram dois filhos, Claude (nascido em Paris, em 1940) e Christopher (nascido em 1951), ambos médicos. Koprowski morreu em 11 de abril de 2013 na Filadélfia devido a uma pneumonia, aos 96 anos.